# Basilique-cathédrale Saint-Michel de Sherbrooke
Cette  cathédrale et basilique n’est pas la seule cathédrale Saint-Michel ni la seule basilique Saint-Michel.
La basilique-cathédrale Saint-Michel de Sherbrooke, située dans la province de Québec, au Canada, est le siège de l’archidiocèse de Sherbrooke, qui couvre les diocèses de Sherbrooke, Nicolet et Saint-Hyacinthe. Elle est également l’église régimentaire de la 52e Ambulance de campagne.
Elle fut construite sur les hauteurs de la falaise Saint-Michel selon les plans de l'architecte Louis-Napoléon Audet, au centre-ville de Sherbrooke. Avec une architecture de style gothique, l'édifice fut inspiré de la Cathédrale Notre-Dame de Paris de par sa conception avec les deux tours à l’avant. Sa construction, pourtant, reste inachevée, faute de financement : deux petites tours restent à construire.
L’évêque Georges Cabana a obtenu que la cathédrale soit érigée en basilique mineure par Jean XXIII le 31 juillet 1959.

### Une première Cathédrale Saint-Michel 1854-1914

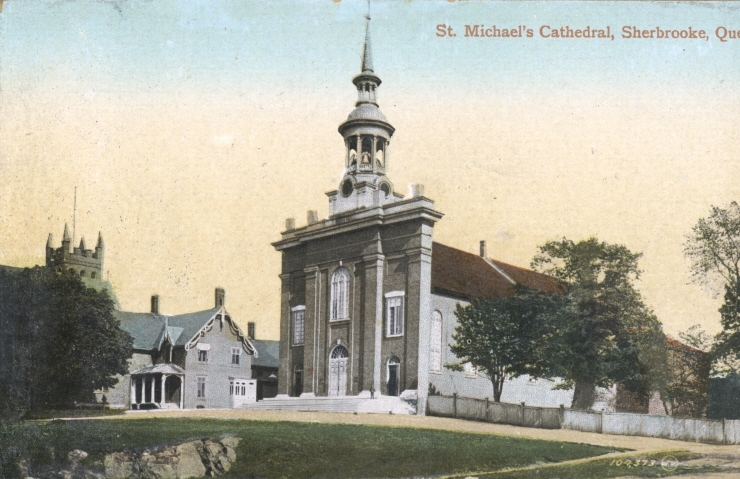
Ancienne Cathédrale Saint-Michel vers 1910

## Histoire

### Édifice actuel

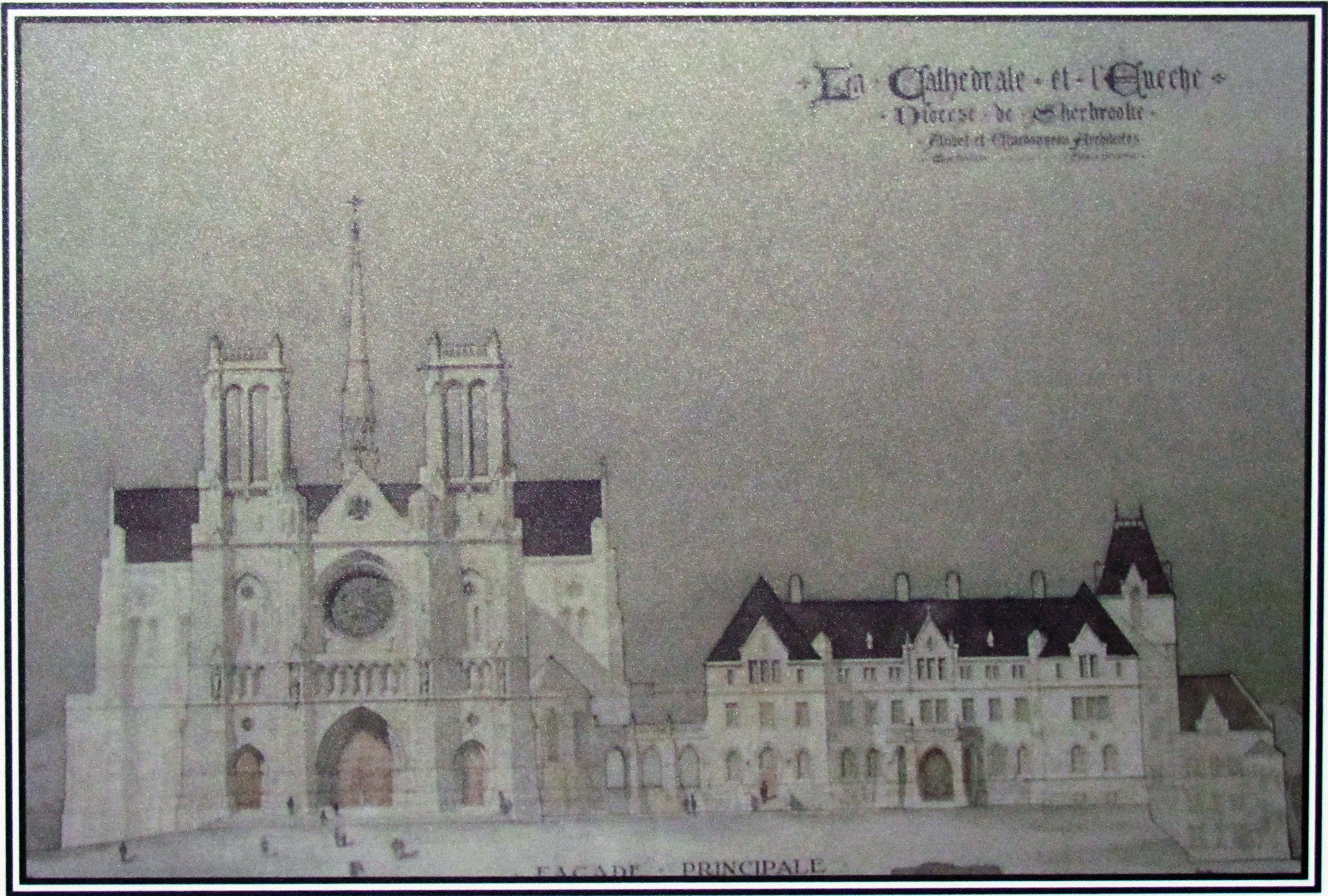
Vue sur la façade de la cathédrale selon les premiers plans de 1915

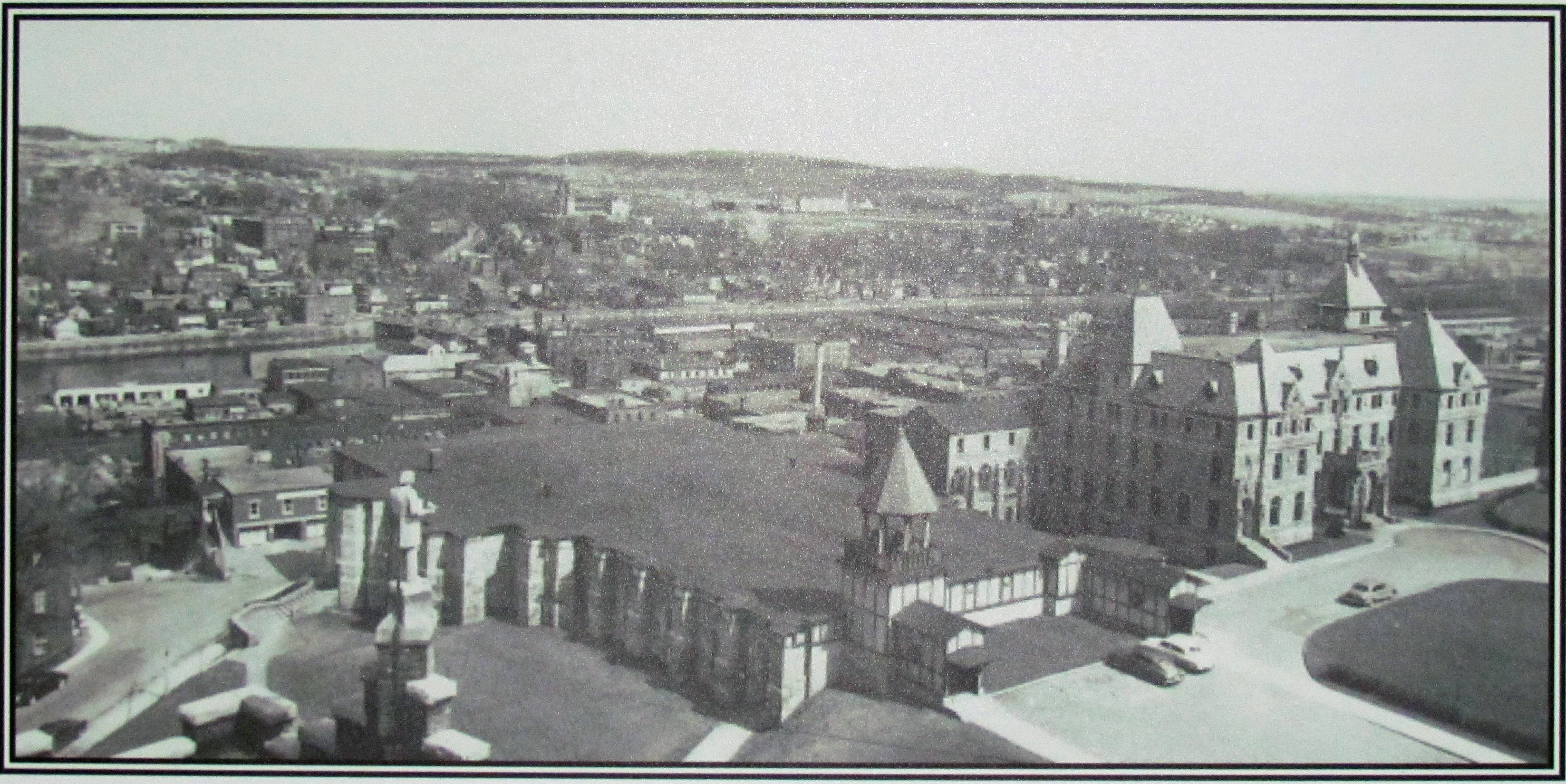
Vue sur les fondations de la cathédrale

En 1914, alors que Paul-Stanislas LaRocque songe à faire rebâtir la cathédrale, il fait appel à l'architecte Louis-Napoléon Audet afin de réaliser des croquis à cet effet. La construction de l'édifice débute l'année suivante et va permettre à une multitude d'ouvriers sherbrookois d'obtenir un travail en ces temps difficiles marqués par le chômage et la Première Guerre mondiale.
Contrairement à l'ancienne cathédrale, qui s'orientait selon un axe nord-sud, le nouvel édifice est construit selon un axe est-ouest, de façon que l’arrière du chœur, l’abside, pointe vers l’orient, où est né le Christ,.
Au début de la construction, on consacre beaucoup d’énergie à l’excavation. Une fois le site aménagé, on construit une base très massive, puisqu'il est prévu que la nouvelle cathédrale sera constituée de trois nefs. C'est en septembre 1916 que le mur de l’entrée sud, avec ses ouvertures en ogive et les piliers du sanctuaire destinés à recevoir la future cathédrale sont élevés. La première partie de ces travaux se termine en 1917 et ils ne reprendront pas avant 1956, faute de moyens financiers suffisants probablement. Cette nouvelle église est appelée « chapelle Pauline » par LaRocque.
Lors de la reprise en 1956, certains changements sont apportés au projet initialement lancé. Ils sont le fruit du mûrissement professionnel de l'architecte, de l’apparition de nouveaux matériaux, et d’une adaptation aux exigences des autorités religieuses.
Une campagne de financement est lancée en 2014 afin de restaurer le bâtiment.
Depuis 2017, elle conserve le tombeau de la sainte Marie-Léonie Paradis.

## Structure et dimensions
Le plan en croix latine orientée vers l’est suit celui de la chapelle Pauline. La longueur totale de l'édifice est de 79,2 mètres (260 pieds) et la largeur, au niveau des transepts totalise 45,7 mètres (150 pieds).
La tour abritant le clocher, sur le transept nord, atteint une hauteur 51,8 mètres (170 pieds). L'arrière de l'édifice quant à lui, situé dans une dépression géographique causé par la proximité de la falaise Saint-Michel mesure 41,7 mètres de haut (137 pieds) en incluant l'abside et le soubassement.
La nef principale, qui occupe l'édifice sur toute sa longueur s’élève à 33,5 mètres (110 pieds) de hauteur et mesure 23,8 mètres (78 pieds) de largeur.

## Éléments architecturaux extérieurs

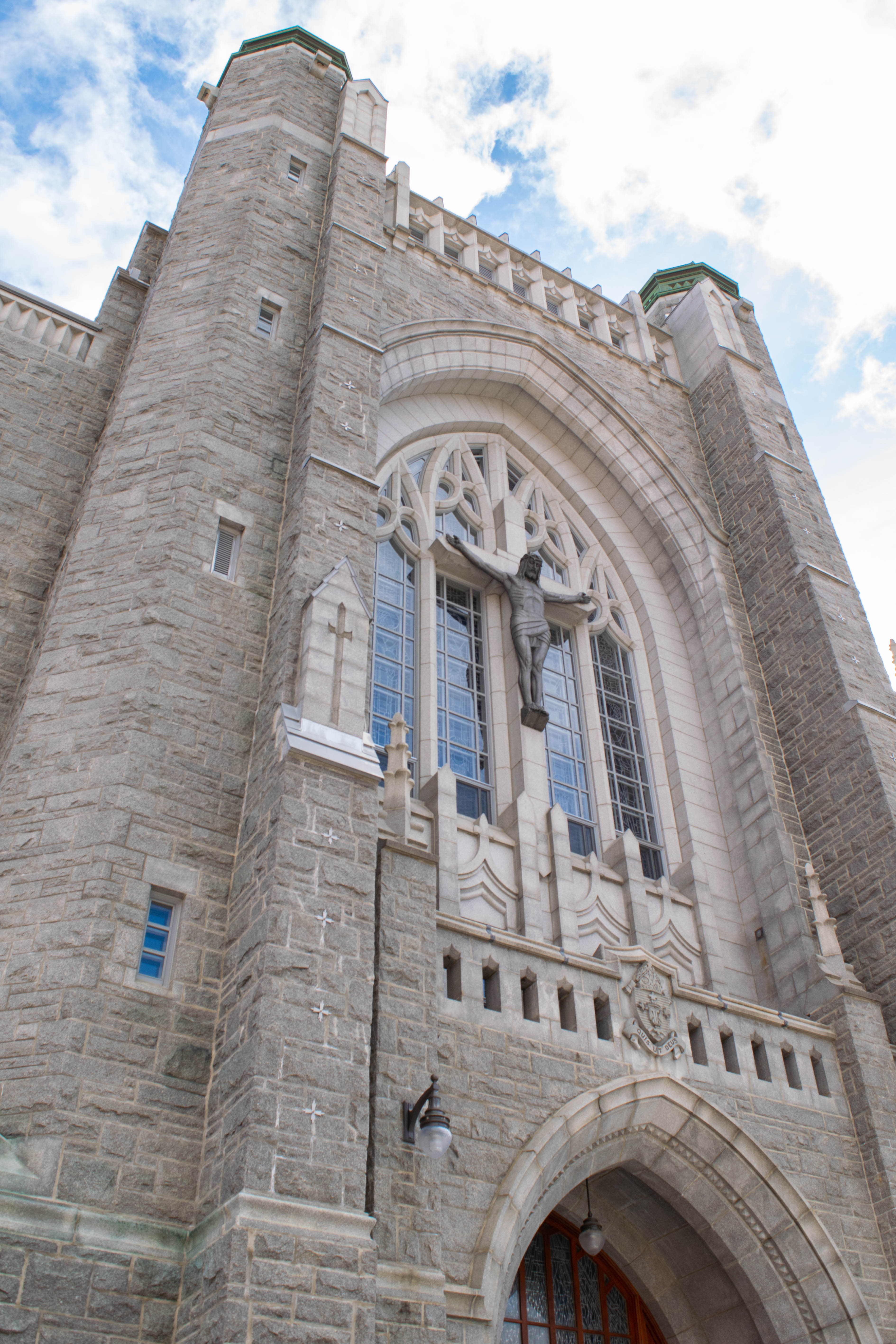
Prise de vue rapprochée de la façade de la cathédrale de Sherbrooke

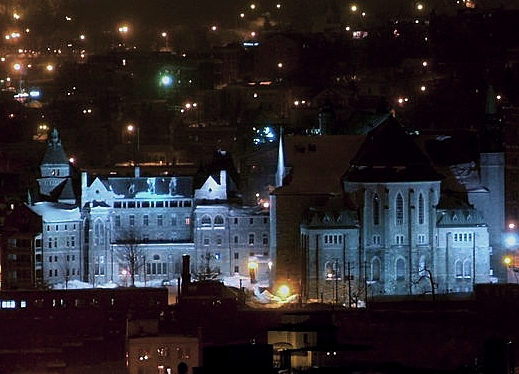
Vue sur l'arrière de la Cathédrale Saint-Michel et de l'archevêché, la nuit

## Intérieur de la cathédrale

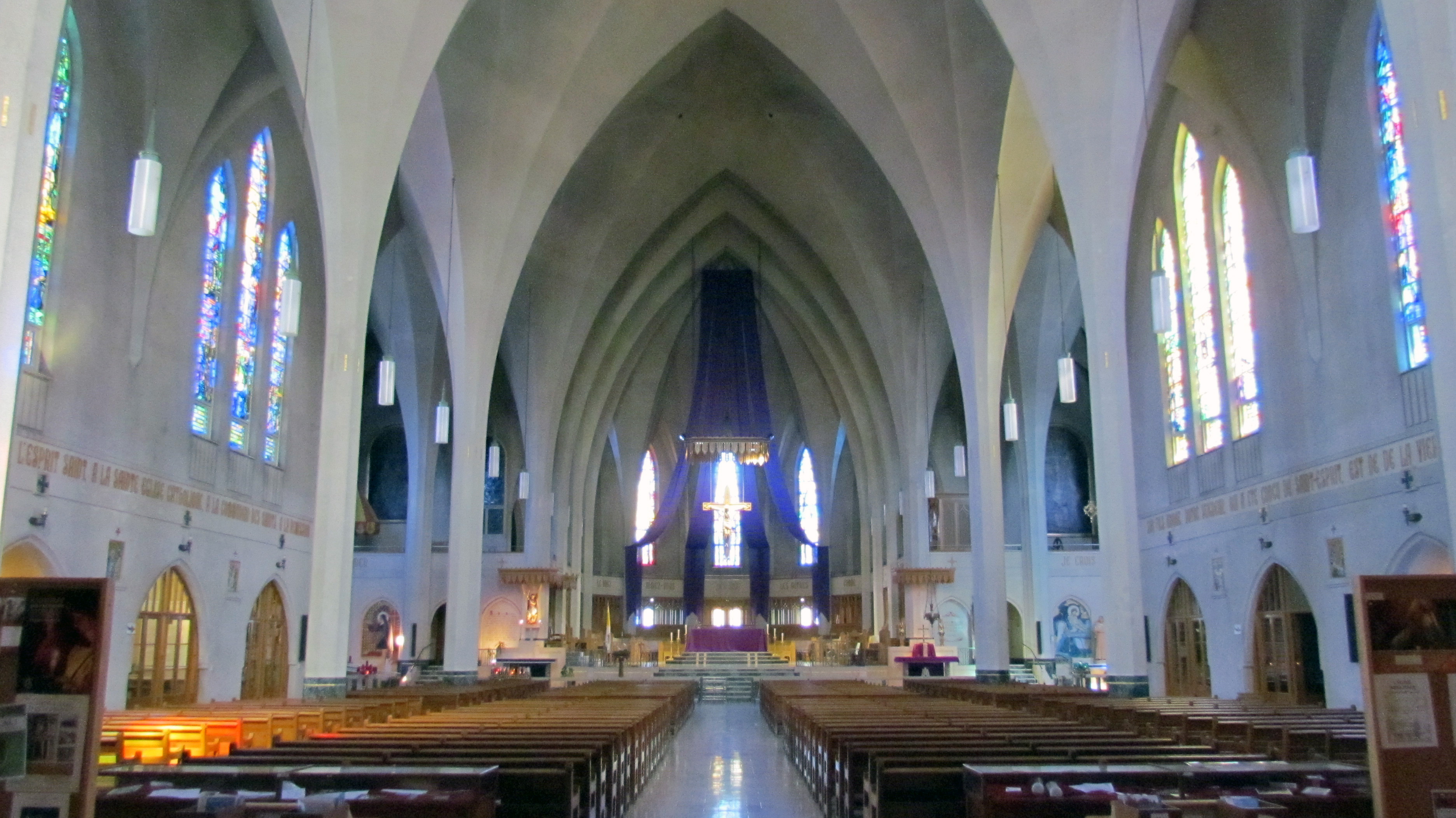
Intérieur de la Cathédrale Saint-Michel

### Orgue de tribune
En 1918, un orgue Casavant à trois claviers et 35 jeux (opus 704) est installé dans la chapelle Pauline. En 1957, l’instrument est déménagé au dernier jubé de la nouvelle cathédrale, situation actuelle. Il est restauré et modifié selon l’esthétique néoclassique par la firme Guilbault-Thérien  en 1987. Il a été inauguré le 4 octobre 1987.

### Orgue de chœur
Construit originellement en 1987 pour l’église Saint-Jean-de-Brébeuf  de Sherbrooke par le facteur Fernand Létourneau (opus 14), cet orgue néo-baroque à traction mécanique de 10 jeux comporte deux claviers et un pédalier. Il a été déménagé en 2005 dans la cathédrale où il sert d’orgue de chœur.

### Vitraux
Les nombreux vitraux de la cathédrale ont été dessinés par le frère Gérard Brassard, Assomptionniste, et fabriqués par le verrier Raphaël Lardeur, de Paris.
Les 18 grands vitraux de la nef représentent des scènes de la Bible sous le thème des anges. Les vitraux du haut des transepts représentent des scènes de la vie de la Vierge Marie (transept nord) et de saint Joseph (transept sud), tandis que ceux du bas sont sur quatre évêques de Sherbrooke autour de l'apôtre Paul (transept nord) et sur quatre papes des XIXe et XXe siècles (bienheureux Pie IX, Léon XIII, saint Pie X et Pie XII) autour de l'apôtre Pierre (transept sud). Les trois grands vitraux du chevet représentent Jésus (côté nord), saint Michel Archange (centre) et Marie (côté sud).
Les autres vitraux représentent les saints patrons des cinq premiers évêques de Sherbrooke (saint Antoine de Padoue, saint Paul de Tarse, saint Alphonse de Liguori, saint Philippe (apôtre) et saint Georges), des évêques originaires de la région et quelques autres évêques (Alphonse-Osias Gagnon, Louis-Joseph Cabana et Hubert-Olivier Chalifoux), d'autres papes (Benoît XV, Pie XI, saint Jean XXIII et saint Paul VI), la sainte Famille, les apôtres, sainte Thérèse de Lisieux, des extraits de psaumes, etc.

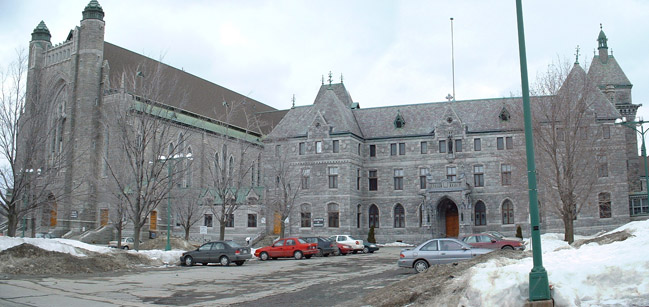
Archevêché et cathédrale, vus de la rue de la Cathédrale.

## Projet de restauration
Le 17 octobre 2014, la basilique-Cathédrale St-Michel lançait sa campagne de financement avec pour objectif 8 500 000 $ devant servir à la restauration de l'édifice ravagé par le temps et les infiltrations d'eau. Cette campagne connait un certain succès et sa deuxième phase est entâmée en 2018.
En 2024, la basilique-cathédrale Saint-Michel a été repeinte. Les travaux ont duré environ six mois.

## Notes et références

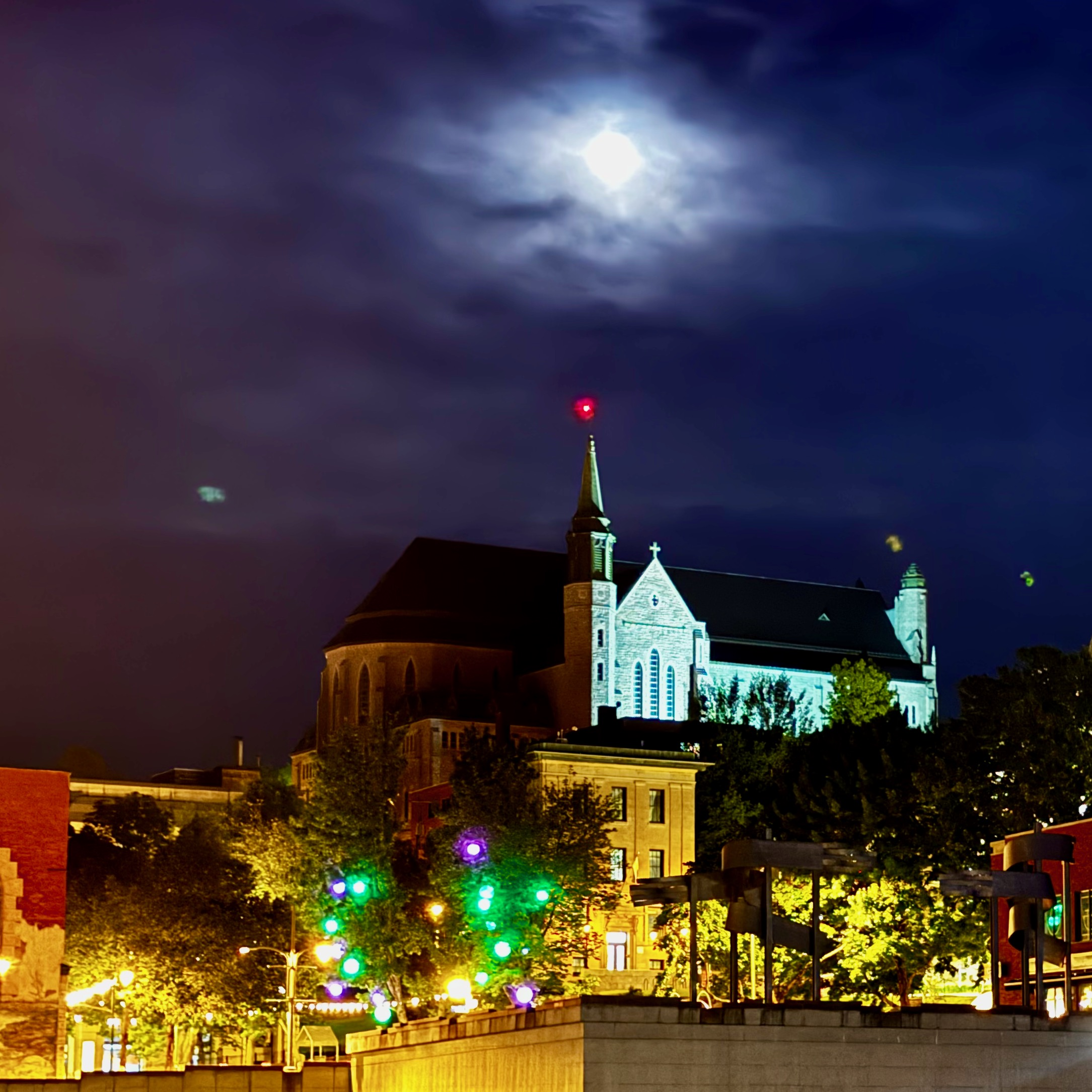
La Basilique-Cathédrale Saint-Michel de Sherbrooke (Qc), la nuit sous la lune